# Goldenes Rüsselhündchen
Das Goldene Rüsselhündchen (Rhynchocyon chrysopygus), auch Goldsteiß-Rüsselhündchen oder Goldrücken-Rüsselhündchen, ist eine Säugetierart aus der Ordnung der Rüsselspringer. Es bewohnt einen eng begrenzten Küstenstreifen im östlichen und südöstlichen Kenia, wo die Vertreter in geschlossenen Waldlandschaften vorkommen. Die Tiere sind, wie andere Rüsselspringer auch, durch eine rüsselartig verlängerte Nase und lange Hinter- sowie kurze Vorderbeine gekennzeichnet. Vor allem durch Feldbeobachtungen in den 1970er und 1990er Jahren ist die Lebensweise des Goldenen Rüsselhündchens vergleichsweise gut untersucht. Es ist tagaktiv, bodenbewohnend und lebt in monogamen Paarbindungen, die über das gesamte Leben halten. Die gebundenen Tiere nutzen dabei Territorien, die sich vollständig überlappen, gemeinsame Aktivitäten sind aber weitgehend auf die Paarungszeit beschränkt. Die Nahrung besteht aus einer vielfältigen Anzahl an Wirbellosen, bei denen Käfer dominieren. Sie wird am Boden gesucht und gelegentlich auch ausgegraben. Typisch ist der Bau von Nestern aus Pflanzenmaterial, die als Rückzugsorte dienen. Mehrmals jährlich bringt das Weibchen ein Junges zur Welt. Die Aufzucht findet ohne aktive Beteiligung des Vatertiers statt. Die Art wurde im Jahr 1881 wissenschaftlich eingeführt, es bestehen zwei Unterarten. Aufgrund des stark zersplitterten Verbreitungsgebietes gilt der Bestand als stark gefährdet.

## Merkmale

### Habitus
Das Goldene Rüsselhündchen ist ein mittelgroßer Vertreter der Rüsselhündchen. Nach Untersuchungen von 80 Individuen der Nominatform aus dem südlichen Teil des Verbreitungsgebietes besitzt es eine Gesamtlänge von 46,4 bis 56,1 cm, die Kopf-Rumpf-Länge beträgt 21,8 bis 30,4 cm, der Schwanz wird 21,3 bis 27 cm lang. Damit weist der Schwanz rund 85 % der Länge des restlichen Körpers auf. Das Gewicht schwankt von 410 bis 690 g. Ein äußerlich erkennbarer Geschlechtsdimorphismus liegt nicht vor, untersuchte männliche Tiere im Arabuko Sokoke Forest wurden durchschnittlich 527 g schwer, Weibchen wogen 545 g. Wie alle Rüsselspringer hat auch das Goldene Rüsselhündchen eine rüsselförmig verlängerte und sehr bewegliche Nase sowie kurze und dünne Gliedmaßen, bei denen die Hinterbeine länger als die Vorderbeine sind. Der Rumpf ist auffallend gewölbt und am Becken höher als an den Schultern. Das Rückenfell besteht aus langen, seidigen Haaren. Es zeigt eine walnussbraune bis dunkelrotbraune Färbung. Im Kontrast dazu steht ein goldgelber Fleck am hinteren Teil des Rumpfes, dem die Tiere auch ihre Trivialnamen verdanken. Die Haare des goldgelben Flecks sind durchschnittlich länger (22,2 mm) als die des restlichen Körpers (16,6 mm), auch werden sie bei Weibchen länger als bei Männchen. Vor allem bei letzteren ist hier eine besonders dicke Haut ausgebildet, die die des übrigen Rückens um das Dreifache an Stärke übertrifft. Die Haut verdickt sich erst mit dem Auswachsen der Jungtiere. Einige Individuen zeichnen sich durch ein undeutliches Fleckenmuster am Rücken aus, wie es typisch für das Gefleckte Rüsselhündchen (Rhynchocyon cirnei) ist. Der Kopf erscheint gräulich-gelbbraun. Die Augen sind groß, die Ohren stehen aufrecht und sind breit. Sie werden 30 bis 38 mm lang, die hier sichtbare nackte Haut ist schwarz. Am Nacken tritt teilweise eine markante Mähne auf. Der Schwanz ist zweifarbig, oberseits dunkel, unterseits hell, und nur spärlich behaart. Er nimmt von der Wurzel bis zur Spitze kontinuierlich an Dicke ab, an der Schwanzspitze ist ein pinselartiges, schwarz gefärbtes Haarbüschel ausgebildet, zusätzlich kommen noch unregelmäßig geformte weiße Farbflecken vor. Beine und Füße zeigen eine schwärzliche Kolorierung. Vorder- und Hinterfüße weisen jeweils vier Strahlen auf und enden in gut entwickelten Krallen. Der Hinterfuß wird 68 bis 79 mm lang.
Die nördlichen Population im Boni- und Dodori-Nationalreservat unterscheidet sich deutlich von der Typusform. Den Tieren fehlt der markante goldene Rumpffleck. Stattdessen besitzen sie einen kastanienbraunen Rücken und ebensolche Schultern, die Hinterbeine sind rabenschwarz gefärbt und der Kopf graugelb. Auf dem Rücken kommt ein dunkler Mittelstrich vor. Die Haare am Nacken stehen deutlich hervor. Ein vermessenes Individuum wies eine Gesamtlänge von 54,9 cm sowie eine Schwanzlänge von 25,6 cm auf, es wog 610 g.

### Schädel- und Gebissmerkmale
Die Länge des Schädels liegt bei 67,6 mm, die Breite an den Jochbögen bei 36,2 mm. Er ist insgesamt schmal gebaut und in der Aufsicht eher dreieckig, was durch einen breiten Hirnschädel und ein schmales Rostrum bewirkt wird. Auf der Schädelunterseite sind die Paukenblasen leicht vergrößert. Der Unterkiefer besitzt einen hoch aufragenden Gelenkast. Das Gebiss setzt sich aus 34 bis 36 Zähnen zusammen und besitzt folgende Zahnformel: {\displaystyle {\frac {0(1).1.4.2}{3.1.4.2}}}. Sofern die oberen Schneidezähne ausgebildet sind, haben sie nur eine geringe Größe. Der obere Eckzahn dagegen ist groß, hier kann auch ein sekundärer Geschlechtsdimorphismus festgestellt werden: Bei Männchen wird der obere Eckzahn etwa 5,5 bis 7,5 mm lang, bei Weibchen 3,6 bis 5,2 mm. Die hinteren Zähne haben einen leicht hochkronigen (hypsodonten) Charakter, die Prämolaren und die Molaren unterscheiden sich deutlich, da letztere dilambdodont sind (das heißt, sie haben zwei Λ-förmige Rippeln auf der Kauoberfläche). Die obere Zahnreihe erreicht eine Länge von 23,5 bis 29,8 mm.

## Verbreitung und Lebensraum

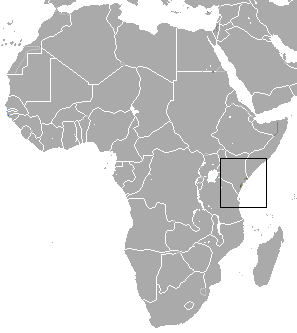
Verbreitungsgebiet des Goldenen Rüsselhündchens (Kleine grüne Markierungen in der Quadratmitte)

Das Goldene Rüsselhündchen kommt endemisch in Ostafrika vor, das Verbreitungsgebiet ist zweigeteilt. Die Hauptpopulation bewohnt eine nur kleine Region an der südöstlichen  und östlichen Küste von Kenia, etwa vom Tana im Norden bis zu den Rabai-Hügeln bei Mombasa im Süden. Der Lebensraum beschränkt sich somit auf die Zone der Küstenwälder, bevorzugte Habitate der Art umfassen geschlossene Wälder und Dickichte mit dichtem Untergrundbewuchs, teilweise auch überwachsenes Kulturland. Insgesamt ist es aber stark fragmentiert, die Höhenverbreitung reicht bis auf 30 m über dem Meeresspiegel. Im Arabuko Sokoke Forest, einem rund 420 km² großen Gebiet aus teils laubwerfenden Wäldern und mit einem jährlichen Niederschlag von 600 bis über 1000 mm unmittelbar südlich des Tana-Flusses, ist das Goldene Rüsselhündchen häufig mit Afzelia- und Cynometra-Pflanzengemeinschaften assoziiert, in Arealen mit Brachystegia-Bewuchs wurde es seltener nachgewiesen. Die Individuendichte beträgt in Gebieten mit Cynometra-Bewuchs rund 0,56 Tiere pro Hektar, in solchen mit Brachystegia-Pflanzengemeinschaften geht sie auf 0,29 Exemplare auf einer vergleichbar großen Fläche zurück. Dies ist deutlich geringer als bei der hier ebenfalls auftretenden Rüsselratte (Petrodromus tetradactylus). Außerhalb des Waldgebietes kommt das Goldene Rüsselhündchen möglicherweise nur noch an rund einem Dutzend weiterer Lokalitäten vor, etwa bei den Gedi-Ruinen, einem 44 ha großen Nationalmonument südlich von Malindi. Hier betrug die Individuendichte in den 1970er Jahren etwa 1,6 Tiere pro Hektar.
Bereits in den 1970er Jahren wurde angenommen, dass das Goldene Rüsselhündchen auch im Boni- und Dodori-Nationalreservat nördlich des Tana auftritt. Vorortuntersuchungen im ersten Jahrzehnt des 21. Jahrhunderts stellten die dortigen Tiere aufgrund ihrer charakteristisch abweichenden Färbung als mögliche eigenständige Art heraus, was sich aber genetisch nicht bestätigen ließ. Sie werden seit dem Jahr 2021 als Unterart des Goldenen Rüsselhündchens aufgefasst. Das Boni- und Dodori-Nationalreservat liegen jeweils rund 140 km nördlich des übrigen Verbreitungsgebietes der Art. Die Landschaft besteht aus Gebüschvegetation und Trockenwäldern. Das Vorkommen dort dehnt sich vermutlich über eine Fläche von 1980 km² aus.

## Lebensweise

### Territorialverhalten
Das Goldene Rüsselhündchen ist tagaktiv mit der Hauptphase zwischen 06:30 und 18:30 Uhr, in der Mittagszeit können längere Ruhephasen eintreten. Diese täglichen Ruhephasen dauern etwa eine halbe Minute bis zu einer halben Stunde, während der ein Tier liegt oder hockt. Es lebt ausschließlich bodenbewohnend und bewegt sich dort vierfüßig laufend oder teilweise springend fort, wobei es mit bis zu 27 km pro Stunde sehr schnell sein kann (cursorial). Die Tiere sind stets alarmiert und haben ausgezeichnete Sinnesorgane. Die Nacht verbringt das Goldene Rüsselhündchen in selbst gebauten Nestern. Dafür gräbt es mit den kräftigen Krallen der Vorderfüße eine flache Mulde von 8 cm Tiefe aus, in die es Laub aus der Umgebung ablegt. Der so entstehende Blätterhaufen ist anschließend rund 15 cm hoch und hat einen Durchmesser von 50 cm. In den folgenden zwei Wochen sinkt er zumeist in sich zusammen und kann dann kaum von der Umgebung unterschieden werden, ein Eingang ist meist nicht sichtbar. Der Nestbau erfolgt in der Regel in den frühen Morgenstunden und dauert etwa zwei Stunden, wobei er entweder in einem Zug oder an mehreren aufeinanderfolgenden Tagen durchgeführt wird. Insgesamt nimmt die Konstruktion des Unterschlupfes durchschnittlich etwa 2,2 % des täglich verfügbaren Zeitbudgets ein. Üblicherweise nutzt ein Tier dasselbe Nest nur einen oder wenige Tage hintereinander, bevor es umzieht. Zum Nestbau werden Wälder mit hohen Baumkronen und dichtem Laubfallhorizont bevorzugt. Außer einem morgendlichen Strecken und gelegentlichem Kratzen ist kaum ein besonderes Komfortverhalten nachgewiesen. Das typische „Gesichtwaschen“ der Elefantenspitzmäuse mit den Vorderpfoten wurde bisher nicht beobachtet.
Einzelne Tier nutzen Aktionsräume, die im Gedi-Nationalmonument zwischen 1,4 und 2 ha groß sind, die Durchschnittsgröße liegt bei 1,7 ha. Dagegen konnte im Arabuko Sokoke Forest eine Reviergröße von 1,1 bis 5,3 ha Größe festgestellt werden, Männchen besaßen mit durchschnittlich 3,2 ha größere Territorien als Weibchen mit 2,3 ha. Zudem korreliert bei männlichen Tieren die Größe des Reviers positiv zur Körpergröße, bei weiblichen gibt es diesen Effekt nicht. Über die Territorien verteilt befinden sich mehrere Nester, im Gegensatz zu den Elefantenspitzmäusen legt das Goldene Rüsselhündchen keine speziellen Pfade an, nur im Bereich sehr dichter Untergrundvegetation können gelegentlich solche Wege vorkommen. Die Tiere durchstreifen ihre Gebiete täglich, zumeist zur Nahrungssuche, und überschreiten teilweise auch die Grenzen. Über einen längeren Zeitraum von zwei bis drei Wochen scheint es aber bevorzugte Aufenthaltsgebiete zu geben. Die täglich zurückgelegten Entfernungen betragen durchschnittlich 1030 m bei Männchen und 1121 m bei Weibchen. Die Reviere werden mit Sekreten aus Duftdrüsen am Steiß markiert, wobei es dafür keine bestimmten Stellen gibt, vielmehr erfolgt dies kontinuierlich während der Wanderschaft und Nahrungssuche.
Wie andere Rüsselspringer auch, bilden Männchen und Weibchen des Goldenen Rüsselhündchens monogame Paare. Diese Paarbindungen halten oft über das ganze Leben, bis ein Partner verschwindet oder stirbt. Die Territorien der beiden gebundenen Tiere überlappen sich dabei in der Regel vollständig. Außerhalb der Paarungszeit finden aber kaum gemeinsame Aktivitäten statt. Jeder Partner zieht sich zur Ruhe in sein eigenes Nest zurück. Bei gelegentlichen Treffen folgen Nasen-Nasen-Kontakte oder gegenseitiges Rumpfreiben, unter Umständen legt sich das Weibchen auch vor das Männchen. Die Kontakte dauern häufig nur wenige Sekunden, aggressives Verhalten wurde dabei bisher nicht beobachtet. Manchmal besetzt ein gebundenes Männchen auch das Nachbarterritorium eines Weibchens, dessen Partner verschwunden ist, in diesem Fall hat das Männchen dann mehr als eine Partnerin. Es hält dieses Revier aber nur so lange, bis ein ungebundenes Männchen auftaucht und dieses besetzt. Promiskuität kann auch kurzfristig auftreten, wenn nicht gebundene Tiere des anderen Geschlechts ein fremdes Territorium durchstreifen. Im überwiegenden Fall werden aber Eindringlinge vom Tier des gleichen Geschlechts verjagt. Aggressives Verhalten äußert sich durch eine nach oben gebogene Nase und nach vorn gelegte Ohren, während der Schwanz alle 2 bis 3 s peitschend auf den Boden schlägt. Danach geht der Verteidiger in einen schnellen Zick-zack-Lauf über, die Verfolgung endet dann an der eigenen Reviergrenze. Die verdickte Haut am Steiß im Bereich des goldgelben Fleckes bewahrt die Tiere häufig vor Bissen von Angreifern. Möglicherweise entwickelten sich der Fleck als Signal- und die verdickte Haut als Schutzorgan, durch die markante Farbgebung wird der Kontrahent fokussiert und richtet so seine Beißattacke auf einen stärker geschützten Bereich des Körpers. Soziale Interaktionen sowohl mit dem jeweiligen Partner als auch mit anderen Artgenossen füllen etwa 3 % des Tagespensums.

### Ernährung

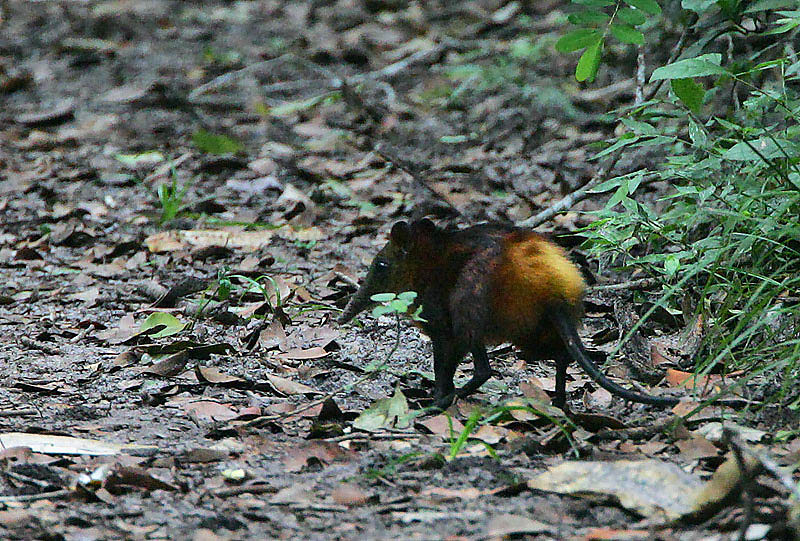
Goldenes Rüsselhündchen

Das Goldene Rüsselhündchen ernährt sich zu einem großen Teil von Insekten, darüber hinaus aber auch von anderen Wirbellosen. Laut Untersuchungen von Mageninhalten aus dem Gedi-Nationalmonument machen über 20 % der Nahrung Käfer aus, die Tiere verspeisen dabei sowohl die Larven als auch die ausgewachsenen Insekten. Untergeordnet verzehren sie auch Heuschrecken, Spinnen, Ameisen, Regenwürmer, Hundert- und Tausendfüßer sowie Termiten, ein sehr geringer Teil umfasst zudem pflanzliches Material. Auffällig ist, dass das Goldene Rüsselhündchen Käfer, Regenwürmer und Termiten in durchschnittlich größerer Menge konsumiert, als sie natürlich in der Umgebung vorkommen, sodass es hier offenbar relativ selektiv vorgeht. Insgesamt ernährt sich die Art von eher langsamen Wirbellosen und weniger von schnelllaufenden oder fliegenden. Außerdem ist der überwiegende Teil der Beute von geringer Körpergröße, Ausnahmen stellen die Regenwürmer und Tausendfüßer dar, die 10 bis 15 beziehungsweise 6 bis 10 cm lang werden können. Im Arabuko Sokoke Forest wurde eine positive Übereinstimmung mit dem Vorhandensein von Spinnen festgestellt, vor allem in der Trockenzeit mit der Zunahme der Spinnen steigt auch die Populationsdichte des Goldenen Rüsselhündchens an und die einzelnen Reviere werden kleiner.
Die Nahrung sucht sich das Goldene Rüsselhündchen am Boden. Dabei läuft es langsam und setzt die Nase sondierend ein. Teilweise entfernt es Blätter oder andere Objekte mit den Vorderfüßen oder wühlt mit diesen im dichten Blätterabfall. Auch wurde das Graben von kleinen, ovalen Löchern von 3 cm Tiefe und 5 cm Durchmesser mit den Krallen der Vorderfüße beobachtet, um Regenwürmer zu erbeuten. Darüber hinaus kommt neben dem Geruchssinn auch das gut entwickelte Gehör zum Einsatz. Die Aufnahme der Nahrung erfolgt schließlich mit der langen Zunge, die bis zu 5 mm vor die Nasenspitze ausgestreckt werden kann. Da die Tiere vom Boden fressen, finden sich neben der Beute bis zu 5 % Bodensubstrat im Magen. Für die Nahrungssuche und -aufnahme verwendet das Goldene Rüsselhündchen rund 79 % seines aktiven Zeitbudgets.

### Fortpflanzung
Die Fortpflanzung kann das ganze Jahr über erfolgen. Mit dem Beginn der Östrus-Phase des Weibchens, die etwa ein bis zwei Tage anhält, folgt das Männchen diesem. Das männliche Tier macht mit Nasenstupsern am Rumpf auf sich aufmerksam und versucht das Weibchen zu besteigen. Der Geschlechtsakt ist relativ kurz und dauert im Durchschnitt zwei Sekunden, wird aber bis zu einem halben Dutzend Mal wiederholt, wonach sich die beiden Tiere wieder trennen. Das Weibchen bringt nach einer rund 42-tägigen Tragzeit meist ein einzelnes Jungtier zur Welt. Das Geburtsgewicht beträgt etwa 80 g, das Jungtier ist wenig weit entwickelt, nur teilweise behaart und nicht befähigt zu laufen. Es verbringt die ersten zwei Wochen in einem eigenen Nest, das Muttertier besucht es nur kurz, einmal oder wenige Male am Tag, um es zu Säugen. Das Vatertier ist nicht direkt an der Aufzucht beteiligt, möglicherweise trägt es aber indirekt durch Verjagen von Fressfeinden zu ihr bei. Mit einem Gewicht von rund 180 g verlässt das Junge erstmals das Nest und folgt dem Muttertier die nächsten zwei bis drei Tage. Zu diesem Zeitpunkt ist es höchstwahrscheinlich schon entwöhnt. In den darauffolgenden Tagen wird es immer unabhängiger und ist dann nur noch selten mit dem Muttertier zu sehen. In der Regel werden ältere Jungtiere in den elterlichen Territorien toleriert, manche verbleiben Untersuchungen in den Gedi-Ruinen zufolge bis zu 190 Tage nach dem Verlassen des Nestes dort, teilweise auch zusammen mit der nachfolgenden Generation. Häufig verlassen sie aber 5 bis 20 Wochen nach dem ersten Nestausflug das Revier der Elterntiere und etablieren ein eigenes. Die Sterblichkeitsrate von Jungtieren ist relativ hoch, in den ersten 60 Tagen liegt sie bei 60 %, danach nimmt sie kontinuierlich ab. Der Abstand zwischen zwei Geburten beträgt im Durchschnitt 82 Tage, kann aber deutlich geringer sein, wenn das Neugeborene nicht überlebt. Für die Population im Arabuko Sokoke Forest wird angenommen, dass die Weibchen nur dreimal im Jahr Nachwuchs bekommen, während die Weibchen der Gedi-Ruinen möglicherweise fünf oder sechs Würfe im Jahresverlauf haben. Die Lebenserwartung in freier Wildbahn beträgt vier bis fünf Jahre, ein einzelnes Tier in menschlicher Gefangenschaft wurde über elf Jahre alt, was die bisher längste bekannte Lebensspanne bei Rüsselspringern ist.

### Fressfeinde und Feindverhalten
Bekannte Fressfeinde des Goldenen Rüsselhündchens stellen die zu den Schlangenadlern zählende Art Circaetus fasciolatus und möglicherweise auch die Schwarze Mamba dar. Im Verbreitungsgebiet des Goldenen Rüsselhündchens leben zahlreiche Beutegreifer wie Ginsterkatzen, Greifvögel oder Schlangen. Untersuchungen ihrer Nahrungsreste erbrachten bisher kaum Hinweise auf die Erbeutung der Rüsselspringerart durch diese. Als Schutz vor potentiellen Beutegreifern helfen die guten Sinnesleistungen, sodass ein Tier beim geringsten Geräusch erstarrt und die Umgebung absucht. Bei unmittelbarer Gefahr läuft es entweder langsam aus der Sichtweite des Beutegreifers weg und schlägt dabei regelmäßig im Takt von 1 bis 3 s mit dem Schwanz auf den Boden, oder es flieht in einen schnellen Lauf mit weiten Sprüngen, absolviert aber auch hohe Sprünge, die an jene der Springböcke innerhalb der Huftiere erinnern. Kontinuierlich begleitet wird die Flucht durch ein Fußtrommeln auf dem Untergrund.

### Parasiten und Kommensalen
Zu den äußeren Parasiten gehören überwiegend Zecken, vor allem der Gattungen Rhipicephalus, die häufig die Ohrregion befallen. Auch Flöhe der Gattung Chimaeropsylla parasitieren am Goldenen Rüsselhündchen.
Ein besonderes Verhältnis besteht zum Natalrötel, einem ebenfalls insektenfresserischen Vogel aus der Gruppe der Fliegenschnäpper. Dieser hält sich oft in unmittelbarer Nähe zum Goldenen Rüsselhündchen auf, teilweise in weniger als 1 m Entfernung. In der Regel profitiert der Vogel von den zurückgelassenen Insektenresten oder von dem durch die Rüsselspringerart ausgegrabenen Bodeninhalt oder er fängt schnellere Insekten, die dem Goldenen Rüsselhündchen entkommen sind. Gegenseitiges aggressives Verhalten wurde bisher nicht beobachtet.

## Systematik
Das Goldene Rüsselhündchen ist eine Art aus der Gattung der Rüsselhündchen (Rhynchocyon), die insgesamt fünf Arten umfasst. Die Rüsselhündchen wiederum bilden einen Teil der Ordnung der Rüsselspringer (Macroscelidea). Die Ordnung repräsentiert eine Gruppe kleinerer Säugetiere, die endemisch in Afrika verbreitet sind. Sie wird in insgesamt sechs Gattungen und zwei Familien unterteilt. Dabei stellen die Rüsselhündchen die einzigen Angehörigen der Familie der Rhynchocyonidae dar, die damit monotypisch ist. Die Rüsselhündchen umfassen die größten Formen innerhalb der Rüsselspringer, ihre bevorzugten Habitate bestehen aus dichten Wäldern. Zur zweiten Familie, den Macroscelididae, gehören die Elefantenspitzmäuse (Elephantulus), die Rüsselratte (Petrodromus) sowie die Gattungen Macroscelides, Galegeeska und Petrosaltator. Ihre Vertreter zeichnen sich durch einen deutlich kleineren Wuchs aus, zudem bewohnen sie überwiegend trockene bis teils wüstenartige Regionen. Molekulargenetische Untersuchungen lassen annehmen, dass sich die beiden Familien bereits im Unteren Oligozän vor etwa 32,8 Millionen Jahren voneinander abtrennten. Eine Diversifizierung der Gattung Rhynchocyon setzte dann im ausgehenden Mittleren Miozän vor etwa 9,7 Millionen Jahren ein.
Einige Wissenschaftler sehen die Art als Tochterart des Gefleckten Rüsselhündchens (Rhynchocyon cirnei) an, was mit dem bei manchen Individuen undeutlich ausgebildeten Flecken- und Streifenmuster auf dem Rücken begründet wird. Oldfield Thomas verwies das Goldene Rüsselhündchen zusammen mit dem Rotschulter-Rüsselhündchen (Rhynchocyon petersi) im Jahr 1918 in die Untergattung Rhinonax, als deren besonderes Kennzeichen er die fehlenden Oberkieferschneidezähne annahm. Da dieses Merkmal aber bei allen Arten der Rüsselhündchen vorkommt, ist die Unterscheidung in Untergattungen nicht anerkannt.
Ursprünglich galt das Goldene Rüsselhündchen als monotypisch, es wurden somit keine Unterarten unterschieden. Bereits im Jahr 2008 wurde im nordöstlichen Küstengebiet von Kenia im Boni- und Dodori-Nationalreservat ein Rüsselhündchen beobachtet, das sich durch eine auffallend abweichende Farbgebung markant von den anderen Arten unterschied. Zu diesem Zeitpunkt vorläufig als potentiell eigenständige Art interpretiert, zeigten erste genetische Studien aus dem Jahr 2017 eine enge Beziehung zum Goldenen Rüsselhündchen. Dies konnten weitere Analysen im Jahr 2021 bestätigen, so dass heute zwei Unterarten anerkannt sind:
- R. c. chrysopygus Günther, 1881; Nominatform, südöstliches und östliches Kenia
- R. c. mandelai Agwanda, Rovero, Lawson, Vernesi & Amin, 2021; nordöstliches Kenia

Die wissenschaftliche Erstbeschreibung des Goldenen Rüsselhündchens erfolgte im Jahr 1881 durch Albert Günther. Er führte diese anhand von drei Individuen durch, die eine Kopf-Rumpf-Länge von 25,5 bis 28,5 cm und eine Schwanzlänge von 20 bis 23 cm aufwiesen. Sie wurden ihm von John Kirk übergeben und stammten aus einem Flusstal bei Mombaça, dem heutigen Mombasa. Das heute nächste Vorkommen der Art liegt etwa 40 km nördlich der Stadt.

## Bedrohung und Schutz
Der Bestand des Goldenen Rüsselhündchens ist stark gefährdet. Die größte bekannte Population befindet sich im Arabuko Sokoke Forest. Hier zählt vor allem die Holzentnahme für Bau- und Brennmaterial zu den entscheidenden Bedrohungsfaktoren. In den Cynometra-Beständen führt dies zum Rückgang der Blätterschicht am Boden, zur Öffnung des Kronendaches und zum Verlust von Rückzugsmöglichkeiten für die Art. Darüber hinaus hat auch die Fallenjagd einen starken Einfluss. Diese erfolgt nicht unbedingt auf das Goldene Rüsselhündchen selbst, dessen Fleisch als unangenehm schmeckend gilt, sondern eher auf die Rüsselratte, die leichter zu fangen ist, doch verfängt sich ersteres häufig in den ausgelegten Fallen. Nach Untersuchungen in den 1990er Jahren erbeuteten die Giriami im Waldgebiet jährlich bis zu 3150 Individuen mit einer Gesamtbiomasse von rund 1,7 t, was etwa 8 Individuen pro Quadratkilometer und Jahr entspricht. Bei einer Individuendichte von maximal 0,75 Tieren je Hektar wurde dies damals als noch vertretbar eingestuft. Allerdings sank zwischen 1993 und 1996 die geschätzte Individuenanzahl im Arabuko Sokoke Forest von 20.000 auf 14.000, der Populationsrückgang betrug demnach rund 30 %. Seitdem ist die Jagd wegen der Patrouillen der Nationalparkbehörde stark zurückgegangen, kommt aber im Grenzbereich des Schutzgebietes noch vor. Für das Jahr 2023 wurde die gesamte Individuenanzahl des Goldenen Rüsselhündchens in der Waldlandschaft wieder auf rund 19.400 geschätzt. Außerhalb des Arabuko Sokoke Forest ist das Goldene Rüsselhündchen nur an rund einem Dutzend weiterer Waldflecken zu finden, die alle möglicherweise nicht größer als 1 km² sind. Die Bestände dort werden schon aufgrund ihrer geringen Anzahl an Tieren als bedroht angesehen, da zufällige Ereignisse wie Waldbrände zum Verschwinden der Tiere führen könnten. Ob sie noch in allen Waldflecken tatsächlich auftreten, ist momentan unklar. Die in den 1970er Jahren intensiv untersuchte Gruppe in den Gedi-Ruinen umfasste damals möglicherweise nicht mehr als 70 Individuen, heute wird sie auf etwa 20 beziffert. Die IUCN stuft das Goldene Rüsselhündchen als „stark gefährdet“ (endangered) ein. Die Art ist unter anderem im Arabuko-Sokoke-Nationalpark vertreten.
In menschlicher Obhut wird das Goldene Rüsselhündchen äußerst selten gepflegt. Bei dem zwischen den 1970er und 1990er Jahren in Frankfurt am Main gehaltenen Tieren handelt es sich um die einzige bekannte Zoopopulation bisher, mit der jedoch kein Zuchterfolg gelang.